# Caroline Powell
Caroline Powell (n. 14 martie 1973, Lower Hutt⁠(d), Wellington⁠(d), Noua Zeelandă) este o sportivă ce a reprezentat Noua Zeelandă, medaliată olimpică. A participat la 2 ediții ale Jocurilor Olimpice (2008, 2012) în care a câștigat o medalie de bronz.